# 数学手册
《数学手册》（俄語：«Справочник по математике»）是一本最初由苏联数学家И·Н·布隆施泰因（И. Н. Бронштейн）和К·А·谢门德雅耶夫（К. А. Семендяев）编辑的数学基础知识与公式大全。
1945年，该书在苏联首次出版，不久就成为科技人员与高等学校学生的技术类热门参考书。后来，此书在流传的过程中，又经过多人多次地翻译、扩充、修订和二次翻译，以德文扩充版为中心又衍生出众多不尽相同的分支版本。现在主要有2大类不同的版本在流传，每类版本都有多种翻译版本。

## 概要
《数学手册 》的概要是写入了许多数学公式在里面